# Episodi di Mannix (terza stagione)
La terza stagione della serie televisiva Mannix è stata trasmessa in anteprima negli Stati Uniti d'America dalla CBS tra il 27 settembre 1969 e il 21 marzo 1970.
| nº | Titolo originale               | Titolo italiano | Prima TV USA      | Prima TV Italia |
| -- | ------------------------------ | --------------- | ----------------- | --------------- |
| 1  | Eagles Sometimes Can't Fly     |                 | 27 settembre 1969 |                 |
| 2  | Color Her Missing              |                 | 4 ottobre 1969    |                 |
| 3  | Return to Summer Grove         |                 | 11 ottobre 1969   |                 |
| 4  | The Playground                 |                 | 18 ottobre 1969   |                 |
| 5  | A Question of Midnight         |                 | 25 ottobre 1969   |                 |
| 6  | A Penny for the Peep Show      |                 | 1º novembre 1969  |                 |
| 7  | A Sleep in the Deep            |                 | 8 novembre 1969   |                 |
| 8  | Memory: Zero                   |                 | 22 novembre 1969  |                 |
| 9  | The Nowhere Victim             |                 | 29 novembre 1969  |                 |
| 10 | The Sound of Darkness          |                 | 6 dicembre 1969   |                 |
| 11 | Who Killed Me?                 |                 | 13 dicembre 1969  |                 |
| 12 | Missing: Sun and Sky           |                 | 20 dicembre 1969  |                 |
| 13 | Tooth of the Serpent           |                 | 27 dicembre 1969  |                 |
| 14 | Medal for a Hero               |                 | 3 gennaio 1970    |                 |
| 15 | Walk with a Dead Man           |                 | 10 gennaio 1970   |                 |
| 16 | A Chance at the Roses          |                 | 17 gennaio 1970   |                 |
| 17 | Blind Mirror                   |                 | 24 gennaio 1970   |                 |
| 18 | Harlequin's Gold               |                 | 31 gennaio 1970   |                 |
| 19 | Who Is Sylvia?                 |                 | 7 febbraio 1970   |                 |
| 20 | Only One Death to a Customer   |                 | 14 febbraio 1970  |                 |
| 21 | Fly, Little One                |                 | 21 febbraio 1970  |                 |
| 22 | The Search for Darrell Andrews |                 | 28 febbraio 1970  |                 |
| 23 | Murder Revisited               |                 | 7 marzo 1970      |                 |
| 24 | War of Nerves                  |                 | 14 marzo 1970     |                 |
| 25 | Once Upon a Saturday           |                 | 21 marzo 1970     |                 |